# مینودشت (قزوین)
مینودشت یا شترخان روستایی از توابع بخش رودبار الموت شرقی شهرستان قزوین در استان قزوین ایران است. تات‌ها از ساکنین روستا مینودشت هستند که به تاتی صحبت می‌کنند.

## جمعیت
این روستا در دهستان الموت بالا قرار داشته و براساس سرشماری سال ۱۳۸۵جمعیت آن ۱۸۳نفر (۵۸خانوار) بوده است.
رودخانه کم‌آب گزارود از میان آن می‌گذرد و به الموت رود می‌ریزد. این روستا در جنوب روستای گازرخان و غرب روستای لامان قرار دارد. دارای جاده آسفالته است که آن را به قزوین متصل می‌کند. روستاییان به کشاورزی و دامپروری می‌پردازند. از جمله محصولات آن می‌توان برنج، گندم، سیب، آلبالو، گیلاس، فندق و گردو را نام برد.